# Bhopál
Bhopál (hindi nyelven: भोपाल) város India területén, Madhja Prades szövetségi állam fővárosa. A városnak 1,8 millió fő, a bhopáli agglomerációnak 1,88 millió fő volt a lakossága 2011-ben.
Iparváros (pamut, vegyipar, nehézipari elektromos berendezések gyártása, drágakő-feldolgozás), közlekedési csomópont és kulturális központ (egyetem, zeneakadémia, színház, múzeum, mozi). 

A város 1956-ig a Bhopál Hercegség fővárosa volt, a nábob tóparti palotája ma idegenforgalmi látványosság. 1984-ben itt történt a világ egyik legsúlyosabb vegyipari katasztrófája. 

## Fordítás
Ez a szócikk részben vagy egészben  a   Bhopal című német Wikipédia-szócikk fordításán alapul.  Az eredeti cikk szerkesztőit annak laptörténete sorolja fel. Ez a jelzés csupán a megfogalmazás eredetét és a szerzői jogokat jelzi, nem szolgál a cikkben szereplő információk forrásmegjelöléseként.